# Конкурс імені Ізаї
Конкурс імені Ізаї — конкурс академічних музикантів, що проводився в Брюсселі в 1937 і 1938 рр. Названий на честь бельгійського скрипаля й композитора Ежена Ізаї й організований на згадку про нього під патронатом королеви Бельгії Єлизавети. Роботою конкурсу керував його президент Віктор Бюффен ДЕ Шозаль.
В 1937 році у конкурсі брали участь скрипалі, і журі, до складу якого входили Жак Тібо, Карл Флеш, Ене Хубаї, Йожеф Сігеті й інші, віддало першу премію Давиду Ойстраху. Друге місце зайняв австрійський скрипаль Рікардо Однопозофф, а місця з 3-го по 6-і також дісталися виконавцям зі СРСР — Є.Гілельс, Б.Гольдштейну, М.Козолуповій і М.Фіхтенгольцу.
В 1938 г. конкурс проводився серед піаністів, і журі, у якому брали участь Р.Казадезюс, В.Гізекінг, А.Рубінштейн, Е.Зауэр й ін., віддало перше місце Е.Гілельсу; третє місце зайняв інший радянський учасник Яків Флієр. Підсумки обох конкурсів розглядалися сучасниками як величезний успіх радянської виконавської школи.
У 1939 році з початком Другої світової війна проведення конкурсів було припинено. По закінченні війни конкурс був відновлений за назвою Конкурс імені королеви Єлизавети.